# Lægprædikant
En lægprædikant er en forkynder, der ikke er ordineret som præst. Det kan dreje sig om selvbestaltede profeter, men ofte er det personer i en menighedssammenhæng, som forsamlingen har bedt om at forkynde.
I folkekirken kan man benytte sig af lægprædikanter, men oftest er der præsten, der prædiker.

I frikirkerne har lægprædikanter typisk en stor rolle at spille.
"Prædikenen kommer dernæst og selvom det er præsten, der oftest prædiker, så er der også lægprædikanter samt gæsteprædikanter, som prædiker i kirken."
I folkekirkelig sammenhæng findes der menighedslignende forsamlinger, missionsforeningerne, hvor det er almindeligt med lægprædikanter. Således benyttes der hyppigt lægprædikanter i Indre Mission, Luthersk Mission, Evangelisk Luthersk Mission, Nyt Liv, Kristeligt Forbund for Studerende osv. De fleste af disse bevægelser har desuden ansatte forkyndere, som offentligt er indsat i tjenesten. Men eftersom de er med i folkekirken betragtes de stadig som lægprædikanter, da præsten er den eneste, der ikke er lægmand.